# Isle of Man TT 1913
De Isle of Man TT 1913 was de zevende uitvoering van de Isle of Man TT. Ze werd op woensdag 4 juni en vrijdag 6 juni 1913 verreden op de Snaefell Mountain Course, een stratencircuit op het eiland Man.

## Algemeen
Na het crisisjaar 1912, waarin de TT van Man slechts 66 deelnemers had getrokken als gevolg van het dodelijke ongeval van Victor Surridge in 1911, brak 1913 alle records. Er waren 147 deelnemers, in de Senior TT startten 32 merken en in de Junior TT startten 16 merken. Nadat veel merken de race in 1912 geboycot hadden, kwam er nu een flink aantal nieuwe merken naar het eiland Man: Ariel, Brough, BSA, Levis, Rover en Veloce.
Majoor Tommy Loughborough had Freddie Straight opgevolgd als secretaris van de ACU en hij stelde een nieuw, wat vreemd reglement op. Hij verlengde de races: de Junior TT reed nu zes ronden i.p.v. vier en de Senior TT zeven ronden i.p.v vijf. Maar dat was nog niet alles: de klassen races werden ook nog opgedeeld in twee dagen. Op woensdag 4 juni reed de Junior TT twee van haar zes ronden, de Senior TT drie van haar zeven ronden. Op vrijdag zes juni reden beide klassen tegelijk hun resterende vier ronden. Dat betekende dat coureurs niet meer in beide klassen konden deelnemen.
Hoewel er nog steeds niet veel buitenlanders deelnamen, was er dit keer een deelnemer uit Rusland, M. ("Boris") Kremleff, die met een Rudge startte. Hij kwam in de laatste ronde van de Senior TT, drie kilometer voor de finish bij Hillberry Corner ten val.
Op vrijdag viel het tweede dodelijke slachtoffer van de Mountain Course. Frank Bateman, die aan de leiding reed, kreeg een lekke band bij Keppel Gate. Bij Creg-ny-Baa liep die band van de velg waardoor hij viel en aan zijn verwondingen overleed.

## Senior TT
Woensdag 4 juni en vrijdag 6 juni, zeven ronden (422 km), motorfietsen tot 500 cc
Na het eerste deel van de race op woensdag leidde Tim Wood (Scott) voor Frank Bateman (Rudge) en Alfie Alexander (Indian). In het tweede deel op vrijdag leidde Bateman, tot hij bij Creg-ny-Baa verongelukte. Tim Wood reed de snelste ronde (een nieuw record van 52 mijl per uur) en won de klasse.
| Pos | Coureur          | Merk            | Tijd      | Snelheid  |
| --- | ---------------- | --------------- | --------- | --------- |
| 1   | Tim Wood         | Scott           | 5:26"18'0 | 48,28 mph |
| 2   | A. Abbott        | Rudge Whitworth | 5:26"23'0 |           |
| 3   | Alfred Alexander | Indian          | 5:30"11'0 |           |
| 4   | Charles Franklin | Indian          | 5:32"04'0 |           |
| 5   | J. Cocker        | Singer          | 5:23"13'0 |           |
| 6   | Tom Sheard       | Rudge Whitworth | 5:42"27'0 |           |
| 7   | E. Moxey         | Zenith-JAP      | 5:45"42'0 |           |
| 8   | S. Garrett       | Regal-Green     | 5:50"49'0 |           |
| 9   | V. Busby         | Ariel           | 5:53"51'0 |           |
| 10  | N. Brown         | Indian          | 5:56"57'0 |           |
| 11  | S. Tessier       | BAT-JAP         | 5:59"18'0 |           |
| 12  | F. North         | Ariel           | 5:59"48'0 |           |
| 13  | J. Adamson       | Triumph         | 6:06"13'0 |           |
| 14  | S. George        | Indian          | 6:04"21'0 |           |
| 15  | Douglas Brown    | Rover           | 6:04"48'0 |           |
| 16  | J. Sirett        | Indian          | 6:07"49'0 |           |
| 17  | R. Carey         | BSA             | 6:16"03'0 |           |
| 18  | P. Flook         | Triumph         | 6:16"31'0 |           |
| 19  | A. Lindsay       | Rover           | 6:16"39'0 |           |
| 20  | R. Mundy         | Triumph         | 6:16"52'0 |           |

| Coureur               | Merk            | Oorzaak |
| --------------------- | --------------- | ------- |
| Charlie Collier       | Matchless       |         |
| Frank A. Applebee     | Scott           |         |
| Frank Bateman         | Rudge Whitworth | Val (†) |
| George Brough         | Brough          |         |
| Harry Collier         | Matchless       |         |
| Harry Reed            | DOT-JAP         |         |
| Oliver Godfrey        | Indian          |         |
| M. ("Boris") Kremleff | Rudge Whitworth | Val     |

## Junior TT
Woensdag 4 juni en vrijdag 6 juni, zes ronden (362 km), motorfietsen tot 350 cc
Men verwachtte dat Douglas na de overtuigende overwinning in 1912 weer zou winnen, maar het mocht niet zo zijn. Hugh Mason, die na een ongeval in de training zelfs nog in het ziekenhuis was opgenomen, won met zijn NUT voor Douglas-rijder Billy Newsome. Mason had de nodige problemen. Na zijn trainingsongeval had hij twee dagen vooral slapend doorgebracht in Nobles Hospital in Douglas en tussen beide races in werd hij teruggebracht naar het ziekenhuis om te slapen. Hij verklaarde zelf dat hij zelfs tijdens de races moeite had om wakker te blijven.
| Pos | Coureur        | Merk          | Tijd      | Snelheid  |
| --- | -------------- | ------------- | --------- | --------- |
| 1   | Hugh Mason     | NUT           | 5:08"34'0 | 43,75 mph |
| 2   | Billy Newsome  | Douglas       | 5:09"20'0 |           |
| 3   | H. Newman      | Ivy-Precision | 5:23"06'0 |           |
| 4   | Dan O'Donovan  | NSU           | 5:32"56'0 |           |
| 5   | F. Ball        | Douglas       | 5:39"22'0 |           |
| 6   | Sam Wright     | Humber        | 5:39"52'0 |           |
| 7   | R. Bell        | NSU           | 5:49"56'0 |           |
| 8   | Robert Ellis   | NUT           | 6:02"04'0 |           |
| 9   | Billy Heaton   | AJS           | 6:02"05'0 |           |
| 10  | Jack Haslam    | Douglas       | 6:02"05'0 |           |
| 11  | A. Bashall     | Douglas       | 6:03"05'0 |           |
| 12  | T. Knowles     | Humber        | 6:07"58'0 |           |
| 13  | A. Butterfield | Levis         | 6:09"41'0 |           |
| 14  | G. Fletcher    | Douglas       | 6:13"13'0 |           |
| 15  | Harry Martin   | Martin        | 6:15"48'0 |           |
| 16  | C. Down        | Royal Enfield | 6:17"52'0 |           |
| 17  | H. Greaves     | Royal Enfield | 6:18"11'0 |           |
| 18  | J. Stewart     | Douglas       | 6:29"23'0 |           |
| 19  | D. Clarke      | Douglas       | 6:29"49'0 |           |
| 20  | K. Clark       | Corah-JAP     | 6:30"43'0 |           |
| 21  | Walter Moore   | Humber        | 6:36"05'0 |           |
| 22  | Cyril Pullin   | Veloce        | 6:45"42'0 |           |

| Coureur        | Merk    | Oorzaak |
| -------------- | ------- | ------- |
| Harold Cox     | Forward |         |
| Cyril Williams | AJS     |         |

1907 · 1908 · 1909 · 1910 · 1911 · 1912 · 1913 · 1914 · Eerste Wereldoorlog · 1920 · 1921 · 1922 · 1923 · 1924 · 1925 · 1926 · 1927 · 1928 · 1929 · 1930 · 1931 · 1932 · 1933 · 1934 · 1935 · 1936 · 1937 · 1938 · 1939 · Tweede Wereldoorlog · 1947 · 1948 · 1949 · 1950 ·1951 · 1952 · 1953 · 1954 · 1955 · 1956 · 1957 · 1958 · 1959 · 1960 · 1961 · 1962 · 1963 · 1964 · 1965 · 1966 · 1967 · 1968 · 1969 · 1970 · 1971 · 1972 · 1973 · 1974 · 1975 · 1976 · 1977 · 1978 · 1979 · 1980 · 1981 · 1982 · 1983 · 1984 · 1985 · 1986 · 1987 · 1988 · 1989 · 1990 · 1991 · 1992 · 1993 · 1994 · 1995 · 1996 · 1997 · 1998 · 1999 · 2000 · 2002 · 2003 · 2004 · 2005 · 2006 · 2007 · 2008 · 2009 · 2010 · 2011 · 2012 · 2013 · 2014